# Clostridium botulinum
Espèce
La bactérie Clostridium botulinum est un bacille à Gram positif, anaérobie, du genre Clostridium, responsable du botulisme. Clostridium botulinum est une bactérie productrice de spores, qui représentent la forme de résistance de la bactérie. Cette spore peut résister à de faibles traitements thermiques (la pasteurisation par exemple) et germer (c'est-à-dire donner une cellule métaboliquement active), ce qui peut poser des problèmes en sécurité alimentaire.
C. botulinum sécrète une des toxines les plus puissantes du monde vivant, la toxine botulique (ou botulinique). Absorbée par ingestion, celle-ci passe dans le sang et agit en bloquant la transmission neuromusculaire (précisément l’acétylcholine) : elle inhibe les neurones moteurs de la contraction musculaire et provoque une paralysie généralisée flasque (contrairement à la toxine tétanique, qui inhibe les neurones inhibiteurs de la contraction musculaire, induisant ainsi une paralysie généralisée spastique). La toxine est thermolabile et une simple cuisson à ébullition suffit à prévenir les risques.
Cette même toxine botulique en injection localisée permet de réduire les rides de façon transitoire (deux à trois mois) par paralysie des muscles responsables. Botox est le plus connu des noms sous laquelle elle est commercialisée.

## Écologie et rôle pathogène
Assez répandu dans la terre et dans les sédiments aquatiques, parfois présent dans l'intestin de certains animaux (porc : type B, volailles : type D, poissons : type E), Clostridium botulinum est un organisme saprophyte, qui peut toutefois provoquer une maladie grave par la toxine qu'il élabore.
Cette toxine se retrouve dans un aliment contaminé et conservé dans des conditions (anaérobiose, température, pH) permettant à C. botulinum de s'y multiplier. C'est donc essentiellement une intoxication alimentaire grave mais rare.

## Épidémiologie
Trois particularités sont importantes en fonction de l'épidémiologie du botulisme :
- il est couramment admis que la bactérie ne pourrait ni croître et ni produire de toxine dans un milieu ayant un pH inférieur à 4,6 (c'est pourquoi les aliments acides ne nécessitent qu'une pasteurisation). Néanmoins la croissance et la production de toxines ont pu être observées à des ph inférieurs en présence d'autres microorganismes (micromycètes tels qu'Aspergillus sp.)[4]. De plus certaines études ont démontré une croissance et une production de toxines sans contamination par d'autres microorganisme, ni inhomogénéité du milieu[5]. L'acidité avec ph < 4,6, ne peut donc être considérée, en l'absence d'autres sources contradictoires, comme un facteur inhibiteur absolu de la croissance de Clostridium botulinum ;
- la résistance de la spore à la température : elle résiste des heures à 100 °C ; il faut au moins 10 minutes à 120 °C pour la tuer ;
- la toxine résiste à l'acidité gastrique mais est relativement thermolabile (détruite vers 80 à 90 °C pendant environ 10 minutes) : il en résulte que si un aliment suspect est chauffé à ébullition (c.-à-d. au mieux ~100 °C), pendant le temps requis par la contamination initiale, avant d'être consommé, le danger est significativement réduit[réf. souhaitée]. Néanmoins cette inactivation n'est pas immédiate et est d'autant plus lente que la température est basse[6]. A titre d'exemple, une solution contenant 5 000 fois la DL50 de Toxine E n'est inactivée à 130 °C qu'en 1 h 40 min à ph 5,5 et malgré tout la dose de toxine persistant est suffisante pour provoquer la mort de certaines souris témoins plus sensibles[6]. Attention, le ph acide augmente la résistance de la toxine à la chaleur, malgré le fait que l'acidité inhibe la croissance de Clostridium bot[6].

Les conserves artisanales ou familiales peuvent être dangereuses, lorsqu'elles sont mal préparées (défaut d'hygiène et de stérilisation). Ce sont les causes les plus fréquentes de botulisme.
Les conserves préparées industriellement sont généralement sans danger, l'expérience ayant appris à maitriser les temps de chauffage et les températures nécessaires à éliminer les spores. Ce sont des causes plus rares.

## Propriétés bactériologiques

### Morphologie
Similaire à celle de la plupart des clostridies : bacille Gram-positif, mobile, de 4 à 8 μm sur 0,75 à 1,00 μm ;  producteur d'endospores (spores ovalaires subterminales).

### Culture
C. botulinum est un bacille anaérobie strict. Mis en culture, il se présente en colonies chevelues très protéolytiques et glucidolytiques, avec dégagement de gaz à odeur de beurre rance. Le dégagement de gaz doit attirer l'attention sur les boîtes de conserve bombées, bien que d'autres germes puissent en être la cause.
La production de gaz est liée à la décomposition anaérobie des protéines. Les bactéries fermentent des acides aminés pour obtenir de l'ATP (adénosine triphosphate, source d'énergie) en oxydant un acidé aminé et en utilisant un autre comme accepteur d'électrons. Le processus est appelé réaction de Stickland. Cette réaction donne de l'ammoniac, du sulfure d'hydrogène, des acides gras et des amines, responsables de l'odeur désagréable de putréfaction.

### Toxine
C'est une toxine de nature protéique, qui agit en bloquant l'acétylcholine au niveau de la jonction neuromusculaire, provoquant ainsi des paralysies flasques.
Après une incubation de 12 à 48 h, des symptômes digestifs discrets (parfois quelques vomissements, constipation habituelle) apparaissent, la paralysie se manifeste d'abord par des troubles de l'accommodation et de la déglutition (muscles oculomoteurs et muscles pharyngés), pour s'étendre ensuite aux muscles respiratoires.
La toxine botulique est une des toxines les plus actives : la dose mortelle par inhalation est d'environ 1 μg pour un homme de 80 kg.

## Méthodes de diagnostic
La toxine peut être recherchée et typée dans le sang et/ou les selles, avec test d'inoculation à la souris.
La bactérie est recherchée par culture d’enrichissement à partir de selles, avec caractérisation de la toxine produite et caractérisation génétique (PCR).
Bactérie et toxine sont aussi recherchées dans les aliments suspects.

## Prophylaxie
Le chauffage avant consommation détruit la toxine. Ce chauffage doit être réalisé à température très élevée et pendant une durée suffisante, adaptée à la contamination initiale. Il faut prendre en compte le fait que la température atteinte peut être faible et donc insuffisante au centre des aliments épais.
- soit une température de 120 °C pendant au moins 10 minutes ;
- soit une concentration en chlorure de sodium (NaCl) d'au moins 15 % ;
- soit une concentration en acide acétique (vinaigre) d'au moins 2 %.

Avant la mise en conserve, les fruits et légumes doivent être débarrassés de toute terre par un lavage soigneux.
Les porcs doivent être abattus à jeun, pour éviter la période de bactériémie digestive, toutes précautions étant prises pour ne pas souiller la viande avec le contenu intestinal (ces précautions sont valables aussi pour la prophylaxie des salmonelloses).

## Traitement
Le traitement s'effectue en milieu hospitalier. Il est symptomatique. Une paralysie respiratoire peut nécessiter une ventilation assistée en milieu de soins intensifs.